# Westelijke steppeherders

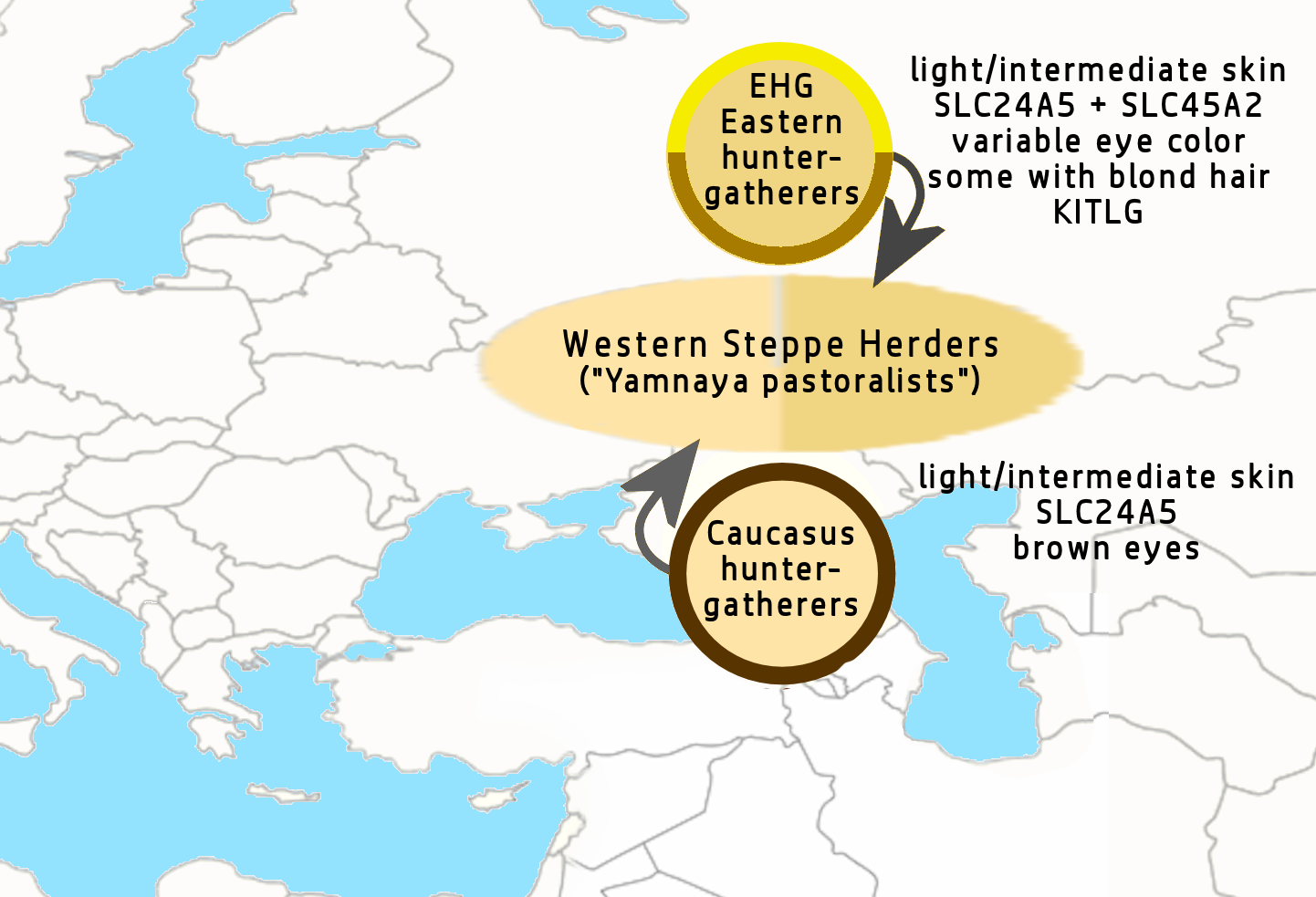
de belangrijkste genetische afstamming van westelijke steppeherders: een samenkomst van Oostelijke jagers-veramelaars (EHG) en Kaukasische jagers-veramelaars (CHG)

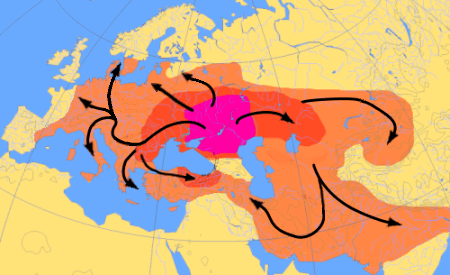
schema van Indo-Europese migraties van ca. 4000 tot 1000 v.Chr. volgens de wijdverbreide Koerganhypothese: er wordt gedacht dat deze migraties de WSH-afkomst en Indo-Europese talen over grote delen van Eurazië hebben verspreid

Westelijke steppeherders (Engels: Western Steppe Herders (WSH) of Western Steppe Pastoralists) is in de archeogenetica de naam gegeven aan een bepaalde voorouderlijke component die voor het eerst werd geïdentificeerd bij individuen uit de kopertijd-steppe rond het begin van het 5e millennium v.Chr. en die vervolgens werd aangetroffen in verschillende genetisch vergelijkbare of direct verwante oude populaties, waaronder de culturen van Chvalynsk, Repin, Sredny Stog en Jamna. De component werd in aanzienlijke hoeveelheden aangetroffen in hedendaagse Europese, Centraal-Aziatische, Zuid-Aziatische en West-Aziatische populaties. Deze afkomst worden vaak aangeduid als Jamna-afkomst, Jamna-gerelateerde afkomst, Steppe-afkomst of Steppe-gerelateerde afkomst. 
Er wordt aangenomen dat de westelijke Steppeherders afstammen van een fusie tussen de oostelijke jagers-verzamelaars (Eastern Hunter-Gatherers, EHG) en de Kaukasische jagers-verzamelaars (Caucasus Hunter-Gatherers, CHG). Het WSH-component wordt gemodelleerd als een mengsel van EHG- en CHG-voorouderlijke componenten in ongeveer gelijke verhoudingen, waarbij de meerderheid van de Y-DNA-haplogroep-bijdrage afkomstig is van mannelijke EHG-genen. De Y-DNA-haplogroepen van mannelijke Westelijke Steppeherders zijn niet uniform, waarbij de individuen van de Jamnacultuur voornamelijk tot R1b-Z2103 behoren met een minderheid van I2a2, de eerdere Chvalynskcultuur ook met voornamelijk R1b maar ook wat R1a, Q1a, J en I2a2, en de latere individuen van de touwbekercultuur met een hoge WSH-afkomst in de vroegste monsters voornamelijk tot haplogroep R1b behoren, waarbij R1a-M417 in de loop van de tijd dominant werd.   
Rond 3000 v.Chr. begonnen mensen van de Jamnacultuur of een nauw verwante groep, die een hoge mate van WSH-afkomst hadden met wat bijkomende neolithische landbouwers-bijmenging, aan een enorme expansie door heel Eurazië, die door de meeste hedendaagse taalkundigen, archeologen en genetici in verband wordt gebracht met de verspreiding van ten minste een deel van de Indo-Europese talen. De WSH-afkomst uit deze periode wordt vaak aangeduid als Steppe-Early Middle Bronze Age (Steppe-EMBA). 
Deze migratie is verbonden met de oorsprong van zowel de touwbekercultuur, waarvan de leden voor ongeveer 75% uit WSH-culturen afkomstig waren, als de oostelijke groep van de klokbekercultuur, waarvan de leden voor ongeveer 50% uit WSH-culturen afkomstig waren, hoewel de exacte relaties tussen deze groepen nog onzeker blijven. 
De uitbreiding van de WSH resulteerde in het vrijwel verdwijnen van het Y-DNA van Vroege Europese Boeren (EEF's) uit de Europese genenpool, wat een aanzienlijke verandering in het culturele en genetische landschap van Europa tot gevolg had. Tijdens de bronstijd migreerden de touwbekermensen met een mengeling van Centraal-Europa naar de steppe. Daar ontstond de Sintasjtacultuur en een type WSH-afkomst dat vaak wordt aangeduid als Steppe Midden- en Late Bronstijd (Steppe MLBA) of Sintasjta-gerelateerde afkomst.
De moderne bevolking van Europa kan grotendeels worden gemodelleerd als een mix van westelijke jagers-verzamelaars (Western Hunter-Gatherers, WHG), EEF en WSH. Volgens een onderzoek uit 2024 bereikte de WSH-afkomst zijn hoogtepunt bij de Ieren, IJslanders, Noren en Zweden. In Zuid-Azië bereikt het zijn hoogtepunt bij de Kalash, Ror, Jat, Brahmin en Bhumihar. De hedendaagse Yaghnobi, een Oost-Iraanse bevolkingsgroep, en in mindere mate de hedendaagse Tadzjieken, vertonen genetische continuïteit met de Indo-Iraniërs uit de ijzertijd in Centraal-Azië, en kunnen worden gebruikt als proxy voor de bron van de "steppe-afkomst" onder veel Centraal-Aziatische en West-Aziatische groepen.

## Samenvatting

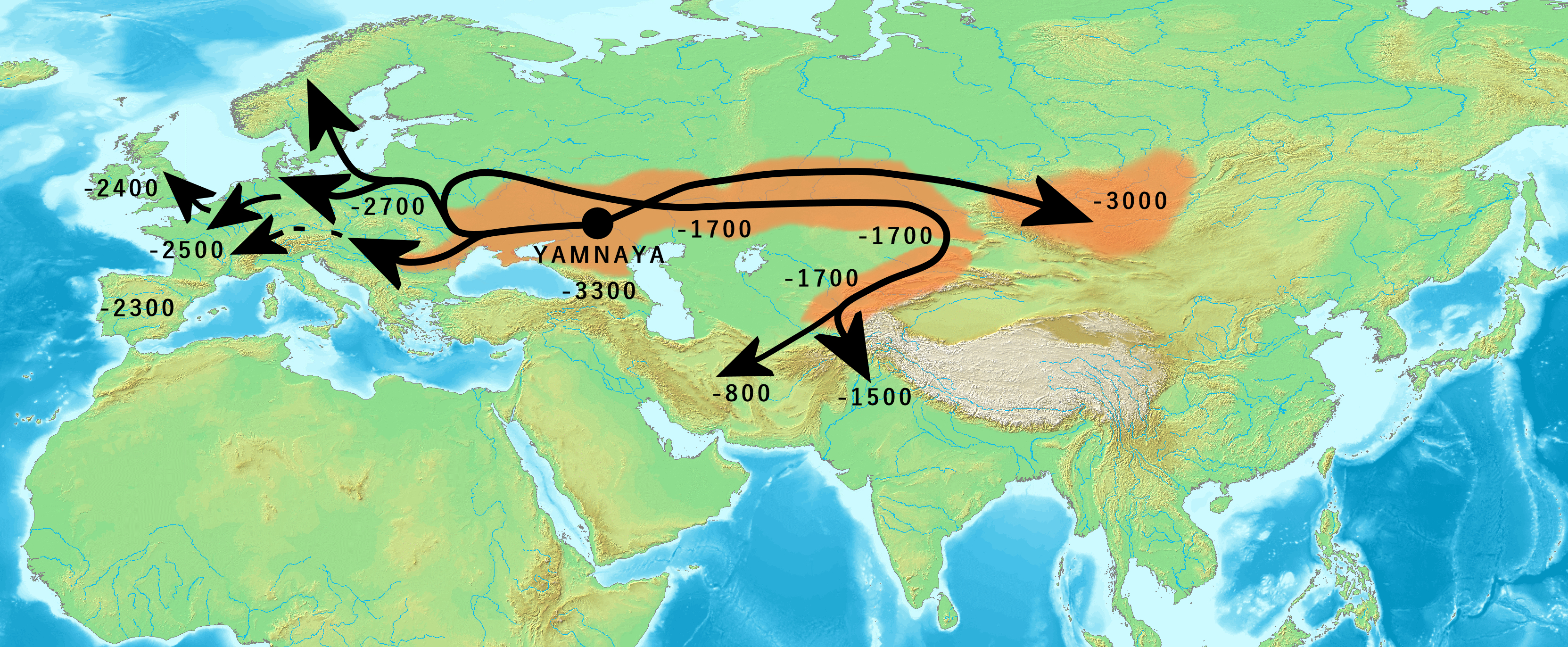
migratie van Jamna-gerelateerde mensen volgens Anthony (2007), (2017); Narasimhan et al. (2019); Nordqvist & Heyd (2020):

Heyd (2017) gaf een samenvatting van verschillende genetische studies die in 2015 in Nature en Cell zijn gepubliceerd:
- Het aandeel Westelijke Steppeherders is "lager in Zuid-Europa en hoger in Noord-Europa", waar de inwoners gemiddeld ongeveer 50% WSH-afkomst hebben. (Haak et al. 2015 ; Lazaridis et al. 2016)
- Het wordt in verband gebracht met de migraties van de Jamna-bevolking die dateren van ca. 3000 v.Chr. (Allentoft et al. 2015 ; Haak et al. 2015)
- Het 3e millennium in Europa (en prehistorisch Europa in het algemeen) was "een zeer dynamische periode met grootschalige bevolkingsmigraties en -vervanging" (Allentoft et al. 2015)
- De Jamna-migraties hingen samen met de verspreiding van Indo-Europese talen (Allentoft et al. 2015 ; Haak et al. 2015);
- De pest (Yersinia pestis) verspreidde zich in het 3e millennium v.Chr. naar Europa (Rasmussen et al. 2015) en was het gevolg van migraties vanuit de Euraziatische steppen
- Het Jamna-volk had de hoogste ooit berekende genetische selectie voor lengte (Mathieson et al. 2015)

## Nomenclatuur en definitie
"Steppe-afkomst" kan worden ingedeeld in ten minste drie verschillende clusters. In zijn eenvoudigste en vroegste vorm kan het worden gemodelleerd als een mengeling van twee zeer uiteenlopende voorouderlijke componenten: een populatie die verwant was aan de Oostelijke jagers-veramelaars (EHG) als de oorspronkelijke bewoners van de Europese steppe in het mesolithicum, en een populatie die verwant was aan de Kaukasische jagers-veramelaars (Caspian Hunter-Gatherers, CHG) die zich vanuit West-Azië naar het noorden had verspreid. Dit voorouderprofiel staat bekend als "Kopertijd-Steppe"-afkomst of "pre-Jamna-afkomst" en wordt vertegenwoordigd door oude individuen van de archeologische vindplaatsen Chvalynsk II en Progress 2. Deze individuen bevonden zich chronologisch gezien tussen de EHG's en de latere Jamna-populatie, en herbergen zeer wisselende proporties van CHG-afkomst.   
De latere Jamna-populatie kan worden gemodelleerd als een gemengde EHG-gerelateerde/CHG-gerelateerde populatie met aanvullend (ca. 14%) Anatolische landbouwers-afkomst met enige Westelijke jagers-veramelaars-vermenging, of kan als alternatief worden gemodelleerd als een mengeling van EHG-, CHG- en Iraanse Kopertijd-afkomst. Dit voorouderprofiel is niet gevonden in de vroegere Kopertijd Steppe- of Steppe-Majkop-populaties. Naast individuen van de Jamnacultuur werden ook individuen van de nauw verwante Afanasjevocultuur bij het Altajgebergte en de Poltavkacultuur op de steppe uit de midden-bronstijd aangetroffen die een zeer vergelijkbare voorouderlijke afkomst hadden. Deze genetische component staat bekend als Steppe Early to Middle Bronze Age (Steppe EMBA), of Jamna-gerelateerde afkomst.  
Uitbreiding van Jamna-verwante populaties naar Oost- en Centraal-Europa resulteerde in de vorming van populaties met gemengde EMBA-Steppe en vroege Europese landbouwers-afkomst, zoals de mensen van de touwbeker- en klokbekerculturen. In de oostelijke touwbekercultuur was de Fatjanovo-Balanovo-groep mogelijk de bron van een terugmigratie naar de steppe en verder naar het oosten, wat resulteerde in de vorming van de Sroebna-, Sintasjta- en Andronovoculturen. De genetische cluster die door individuen uit deze culturen wordt vertegenwoordigd staat bekend als Steppe Midden- tot Late Bronstijd (Steppe MLBA)-afkomst.  

## Oorsprong en uitbreiding

### Steppe-Kopertijd
De precieze locatie van de oorspronkelijke vorming van de zogenaamde "Steppe-Kopertijd"-afkomst, die gemodelleerd kunnen worden als een relatief eenvoudige vermenging van EHG- en West-Aziatische (CHG-gerelateerde) populaties, blijft onzeker. De vermenging tussen populaties met afkomst uit West-Azië en de EHG op de Pontisch-Kaspische Steppe was al in het 5e millennium v.Chr. begonnen, en dateerde al van minstens 1000 jaar vóór de Jamnacultuur.  
Deze vroege, "pre-Jamna"-afkomst werd voor het eerst ontdekt bij kopertijd-individuen op de begraafplaats Chvalynsk II en direct ten noorden van de Kaukasus op de archeologische vindplaats Progress 2. Deze afstamming wordt ook ontdekt bij individuen van de Steppe-Majkopcultuur, maar met een bijkomende Siberische bijmenging.  
De individuen uit Chvalynsk vormen een genetisch heterogene populatie, waarvan sommigen meer lijken op EHG's en anderen meer op de latere Jamna-populatie. Gemiddeld kan men stellen dat deze personen voor ongeveer driekwart afkomstig zijn uit de EHG en voor een kwart uit West-Azië ("Armeens gerelateerd"). Deze drie individuen behoren tot de Y-chromosoomhaplogroepen R1a (die niet is gevonden in latere elite Jamna-graven), R1b en Q1a, waarvan de eerste twee zijn gevonden in voorgaande EHG-populaties, wat duidt op continuïteit met de voorgaande EHG-populatie.  
Drie individuen van de Progress 2-site in de noordelijke uitlopers van de Kaukasus hebben ook EHG- en CHG-gerelateerde afkomst en zijn genetisch vergelijkbaar met de kopertijd-individuen van Chvalynsk II, maar met hogere niveaus van CHG-gerelateerde afkomst vergelijkbaar met de latere Jamna-populatie.  
Archeoloog David Anthony vermoedt dat het Chvalynsk/Progress-2-paringsnetwerk, gelegen tussen de midden-Wolga en de uitlopers van de Noord-Kaukasus, een "plausibele genetische voorouder voor Jamna" vormt. 

### Steppe Vroege tot Midden-Bronstijd
Vroege Jamna-individuen, de Afanasjevo-populatie en de individuen van de Poltavka- en Catacomben-culturen die de Jamnacultuur op de steppe volgden, vormen een genetisch bijna niet te onderscheiden cluster, die voornamelijk R1b Y-DNA-haplogroepen draagt met een minderheid van I2a.  
Toen de eerste Jamna-genoomsequenties in 2015 werden gepubliceerd, werd gemeld dat de Jamna-individuen geen Anatolische landbouwers-afkomst hadden, maar na verdere studies werd men het er over eens dat Jamna ongeveer 14% Anatolische landbouwers-afkomst had, met een bijkomende kleine WHG-component die niet aanwezig was bij de eerdere Kopertijd Steppe-individuen.   
Welke populaties daadwerkelijk betrokken waren bij de vorming van de Jamna-cluster is nog onzeker. De voorgestelde modellen omvatten onder meer een vermenging van een EHG/CHG-populatie met vroege Europese landbouwers in het westen (zoals die van de kogelamforacultuur of een genetisch vergelijkbare populatie), een tweerichtingsvermenging van EHG's met een Iraanse Kopertijd-populatie, en een drierichtingsvermenging van EHG-, CHG- en Iraanse Kopertijd-populaties.   
Lazaridis et al. (2022) concludeerden dat de Jamna-populatie kon worden gemodelleerd als een mengeling van een nog niet bemonsterde gemengde EHG/CHG-populatie met een tweede bron uit de zuidelijke Kaukasus, en verwierpen de Chvalynsk-kopertijd als bronpopulatie voor de Jamna-cluster. Het onderzoek sprak ook de suggesties tegen dat de vroege Europese landbouwerspopulaties van de Cucuteni- en kogelamphora-culturen genetisch aan de Jamna hebben bijgedragen, aangezien de Jamna niet de aanvullende Westelijke jagers-veramelaars-afkomst hadden die bij vroege Europese landbouwers worden aangetroffen, en in gelijke mate Anatolische en Levantijnse afkomst hadden, in tegenstelling tot vroege Europese landbouwers die overwegend Anatolische afkomst hadden. 

### Touwbeker- en klokbekerculturen
Genetisch bewijs toont aan dat er in Europa in het begin van het 3e millennium v.Chr. een grote en relatief plotselinge bevolkingswisseling heeft plaatsgevonden, wat heeft geleid tot de snelle verspreiding van de Steppe-afkomst samen met de touwbekercultuur en de klokbekercultuur.  
Er is aangetoond dat individuen van de touwbekercultuur genetisch verschilden van de voorgaande Europese neolithische culturen van Noord-Centraal en Noordoost-Europa, waarbij ongeveer 75% van hun afkomst afkomst was van een Jamna-achtige populatie. 
De vroegste exemplaren van het touwbekervolk leken genetisch gezien op Jamna. Vermenging met lokale neolithische populaties resulteerde in latere individuen die genetisch gezien een tussenvorm vormden tussen de Jamna en individuen van de kogelamphoracultuur. 
Uit een onderzoek uit 2021 bleek dat de vroege touwbekermensen uit Bohemen konden worden gemodelleerd als een drievoudige mix van Jamna-achtige en Europese neolithische populaties, met een bijkomende bijdrage van ca. 5% tot 15% van een noordoostelijke Europese kopertijd bos-steppegroep (zoals Pitted Ware, Lets Midden-Neolithicum, Oekraïens Neolithicum of een genetisch vergelijkbare populatie), een cluster die de auteurs "Bos-Steppe"-afkomst noemen. 
In de klokbekercultuur werden grote delen (ca. 50%) van steppegerelateerde afkomst aangetroffen bij individuen in Duitsland, Tsjechië en Groot-Brittannië. De genetische verandering was het grootst in Groot-Brittannië, waar ongeveer 90% van de genenpoel binnen een paar honderd jaar werd vervangen.  
De vroegste klokbekermensen uit Bohemen met Steppe-afkomst leken genetisch gezien op de touwbekermensen, wat erop wijst dat er sprake was van continuïteit tussen deze twee groepen. Latere klokbekermensen hebben nog eens circa 20% afkomst uit de midden-kopertijd.  

### Steppe Midden tot Late bronstijd

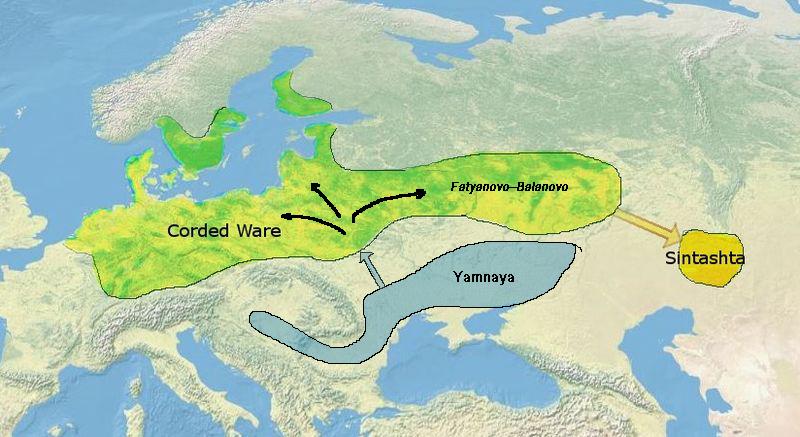
het oostelijke deel van de touwbekercultuur droeg bij aan de Sintasjtacultuur (ca. 2100–1800 v.Chr.), waar de Indo-Iraanse talen en cultuur ontstonden

Individuen uit de bronstijd van de Sintasjtacultuur in de zuidelijke Oeral en de nauw verwante Andronovocultuur in Centraal-Azië, evenals de Sroebnacultuur op de Pontisch-Kaspische Steppe, hebben allemaal een aanzienlijke mate van Jamna-gerelateerde voorouders, met een bijkomende mix van vroege Europese landbouwers. Deze afkomst staat bekend als Steppe Midden- tot Late Bronstijd-afkomst (Steppe MLBA) en ontwikkelde zich met de vorming van de touwbekercultuur, die mogelijk ook tot deze cluster behoorde. Individuen uit de Sintasjta-, Andronovo- en Sroebna-culturen waren allemaal genetisch vergelijkbaar en konden uiteindelijk afstammen van een secundaire migratie van de Fatjanovo-populatie, een oostelijke groep van touwbekers.
Deze Steppe MLBA-cluster kan verder worden onderverdeeld in een "Westelijke Steppe MLBA-cluster", die kan worden gemodelleerd als ongeveer twee derde Jamna-gerelateerde afkomst en een derde vroege Europese landbouwersafkomst, en een "Centrale Steppe MLBA-cluster", die kan worden gemodelleerd als Westelijke MLBA met ongeveer 9% West-Siberische jagers-veramelaars-afkomst (West-Siberian Hunter-Gatherer, WSHG). Er is gesuggereerd dat de MLBA-cluster van de Centrale Steppe de belangrijkste vector was voor de verspreiding van Jamna-gerelateerde afkomst naar Zuid-Azië in het begin van het 2e millennium v.Chr. 

## Analyse
De Amerikaanse archeoloog David W. Anthony (2019) vatte de recente genetische gegevens over de WSH samen. Anthony merkte op dat de WSH genetische continuïteit vertoonden tussen de vaderlijke lijnen van de Dnjepr-Donetscultuur en de Jamnacultuur, aangezien de mannen van beide culturen grotendeels dragers van R1b bleken te zijn, en in mindere mate I2.
Terwijl het mtDNA van het Dnjepr-Donetsvolk uitsluitend uit typen van U bestond, die geassocieerd worden met EHG's en WHG's, bevatte het mtDNA van de Jamnamensen ook typen die veel voorkwamen bij CHG's en EEF's. Anthony merkte op dat WSH eerder was aangetroffen bij de Sredny Stogcultuur en de Chvalynskcultuur, die voorafgingen aan de Jamnacultuur op de Pontisch-Kaspische Steppe. De Sredny Stogmensen waren voornamelijk WSH met een lichte EEF-bijmenging, terwijl de Chvalynskmensen die verder naar het oosten woonden, puur WSH waren. Anthony merkt ook op dat, in tegenstelling tot hun voorgangers in Chvalynsk, het Y-DNA van de Jamna uitsluitend uit EHG en WHG bestond. Dit impliceert dat de leidende clans van de Jamna van EHG- en WHG-oorsprong waren. 
Omdat de beperkte EEF-afkomst van de de WSH afkomstig blijkt te zijn uit Centraal-Europa, en omdat er geen CHG Y-DNA is aangetroffen bij de Jamna, merkte Anthony op dat het onmogelijk was dat de Majkopcultuur veel had bijgedragen aan de Jamnacultuur of de CHG-afkomst van de de WSH. Anthony suggereerde dat vermenging tussen EHG's en CHG's voor het eerst plaatsvond op de oostelijke Pontisch-Kaspische Steppe rond 5000 v.Chr., terwijl vermenging met EEF's enige tijd later in de zuidelijke delen van de Pontisch-Kaspische Steppe plaatsvond.  
Omdat Jamna-Y-DNA uitsluitend van het EHG- en WHG-type is, merkte Anthony op dat de vermenging moet hebben plaatsgevonden tussen EHG- en WHG-mannen en CHG- en EEF-vrouwen. Anthony noemt dit aanvullend bewijs dat de Indo-Europese talen oorspronkelijk werden gesproken onder EHG's die in Oost-Europa woonden. Op deze basis concludeert Anthony dat de Indo-Europese talen die de de WSH met zich meebrachten aanvankelijk het resultaat waren van "een dominante taal gesproken door EHG's die Kaukasus-achtige elementen in fonologie, morfologie en lexicon absorbeerde" (dwz. gesproken door CHG's). 
Tijdens het kopertijd en de vroege bronstijd werden de vroege Europese landbouwers-culturen (EEF) in Europa overspoeld door opeenvolgende migraties van de WSH. Deze migraties leidden ertoe dat de vaderlijke EEF-DNA-lijnen in Europa bijna volledig werden vervangen door EHG/WSH-vaderlijk DNA (voornamelijk R1b en R1a). EEF-mtDNA bleef echter frequent aanwezig, wat duidt op vermenging tussen WSH-mannen en EEF-vrouwen.   

## Fenotypes
Er wordt aangenomen dat de Westelijke Steppeherders een lichte huid hadden. Ook wordt aangenomen dat de bevolking van de vroege bronstijd in de steppe, zoals de Jamna, voornamelijk bruine ogen en donker haar had, terwijl de mensen van de touwbekercultuur een groter percentage blauwe ogen hadden. Uit een onderzoek uit 2022 bleek dat de huidskleur van de WSH-mensen over het algemeen donkerder was dan die van de meeste moderne Europeanen. 
Het rs12821256- allel van het KITLG-gen dat de ontwikkeling van melanocyten en de melaninesynthese reguleert, dat geassocieerd wordt met blond haar en voor het eerst werd gevonden bij een Oud Noord-Euraziatisch individu uit Afontova Gora, Siberië daterend uit ongeveer 15.000 v.Chr., wordt later gevonden bij drie Oostelijke jagers-veramelaars uit Samara, Motala en Oekraïne, en bij verschillende latere individuen met WSH-afkomst. Geneticus David Reich concludeerde dat de massale migratie van Westelijke Steppeherders deze mutatie waarschijnlijk naar Europa heeft gebracht, wat verklaart waarom er honderden miljoenen kopieën van deze Enkel-nucleotide-polymorfie in moderne Europeanen voorkomen. In 2020 suggereerde een onderzoek dat afkomst van Westelijke Steppeherders verantwoordelijk was voor het lichter maken van de huidskleur en haarkleur van moderne Europeanen, met een dominant effect op het fenotype van met name Noord-Europeanen. Uit een onderzoek uit 2022 bleek dat de lichte huidskleur van moderne Europeanen voor een groot deel te danken was aan de voortdurende selectiedruk in de millennia na de migratie van de WSH door Europa. 
Uit een onderzoek uit 2015 bleek dat Jamna de hoogste ooit berekende genetische selectie voor lengte had van alle geteste oude populaties. Uit een onderzoek uit 2024 bleek dat de verschillende mate van Jamna/Steppe-achtige afkomst bij Noord- en Zuid-Europeanen verantwoordelijk was voor het verschil in lengte. 

## Lactasepersistentie
Meer dan 25% van de vijf oude DNA-monsters van Jamna-vindplaatsen bevatten een allel dat verband houdt met lactasepersistentie, waardoor lactosetolerantie tot in de volwassenheid wordt verkregen. Er wordt gedacht dat populaties die afkomstig zijn uit de steppe, zoals de Jamna, deze eigenschap vanuit de Euraziatische steppe naar Europa hebben gebracht, en er wordt verondersteld dat het hen een biologisch voordeel gaf ten opzichte van Europese populaties die deze eigenschap niet hadden.   
Euraziatische steppepopulaties vertonen hogere frequenties van het lactosetolerantie-allel dan vroege Europese landbouwers en jagers-veramelaars die geen steppe-vermenging hadden. 